# Kermia caletria
Kermia caletria là một loài ốc biển, là động vật thân mềm chân bụng sống ở biển trong họ Conidae.